# Ivan Goi
Ivan Goi (Cremona, 1980. február 29. –) korábbi olasz motorversenyző, legutóbb a Superbike-világbajnokság tagja egy verseny erejéig.
1996-tól 2002-ig a MotoGP-ben versenyzett. Legsikeresebb szezonja debütáló éve, 1996 volt, ugyanis egyedül ebben az évben tudott futamgyőzelmet szerezni, az osztrák nagydíjon. A szezon végén tizedik helyen végzett. Teljes MotoGP-pályafutását a nyolcadliteres géposztályban töltötte. A hat év alatt összesen 75 versenyen indult, ezeken 353 pontot szerzett.